# كلية الحقوق والعلوم السياسية بجامعة الملك سعود
كلية الحقوق والعلوم السياسية بجامعة الملك سعود؛ هي إحدى كليات جامعة الملك سعود. أُنشئت الكلية بعد انفصال قسمي القانون والعلوم السياسية عن كلية إدارة الأعمال من كلية العلوم الإدارية حيث تأسست عام 1427 هـ.

## المرحلة الجامعية

### القبول
يعد القبول في كلية الحقوق هو الأصعب والأكثر تطلباً في مجال الكليات الإنسانية، حيث يقبل الطالب في الكلية بعد تجاوزه برنامج السنة المشتركة (السنة التحضيرية سابقاً) للكليات الإنسانية. و«بمعدل تخصيص» يتغير فصلياً، وقد تراوح في الأعوام الماضية 1435-1440هـ بين (4,52)-(4.67) لتخصص الحقوق لدى الطلاب، وبين (4.72)-(4.84) لتخصص الحقوق للطالبات.
وأما عن تخصص العلوم السياسية فقد تراوح «معدل التخصيص» بين (4.14)-(4,35) للطلاب، و للطالبات 4.56.
هذا ويذكر بأنه تُدرس حالياً عدة خيارات ووسائل لإعادة تأهيل نظام القبول من ضمنها: اختبارات القبول، والمقابلة، وخطاب الحالة، وغيرها. مما يجعله محققاً للتنافسية ولأهداف الكلية من حيث الارتقاء بنوعيّة الطلبة المقبولين ومستواهم الفكري والثقافي، وانعكاساً على خرّيجيها ومخرجاتها، رغبةً في الحفاظ على تربع سمعتها المرموقة بين نُخب كليات الحقوق في العالم العربي، والعالم.

### المسار الدراسي
يبدأ الطالب في المستوى الثاني الدراسي باختيار تخصصه بعد تجاوز مرحلة القبول، والدراسة فيه لمدة 9 فصول دراسية، ويشترط إتمام (152 ساعة) دراسية مسجلة، وعدد ساعات دراسية فعلية (187 ساعة) مختتمةً بفصل تدريبي كامل لينال الشهادة الجامعية في مسار الحقوق (بكالوريوس الحقوق)، وهي تعادل لدى بعض الدول العربية والأجنبية «الإجازة في الحقوق» (ليسانس حقوق).
وبالنسبة لتخصص العلوم السياسية يجب إنهاء (142 ساعة) دراسية مسجلة، و (175ساعة) دراسية فعلية مختتمةً بفصل تدريبي كامل، لينال الشهادة الجامعية في العلوم السياسية.

## الدراسات العليا
بعض أقسام الكلية افتتحت برنامج للدراسات العليا (مرحلة الماجستير) والكلية ماضية إلى تأسيس برامج الدراسات العليا للأقسام الأكاديمية بها

## الأقسام الأكاديمية
تضم الكلية ثلاثة أقسام أكاديمية هي:
- قسم القانون الخاص
- قسم القانون العام
- قسم العلوم السياسية

## البيئة التعليمية

### المناهج والتعليم
في الواقع أن هذه الكلية تعد مناهجها
من الأصعب على مستوى الخليج العربي ولا يوجد فيها تطبيق للواقع ومن أجل ذلك تم إعادة المحكمة الصورية لتدريب الطلبة بعدما ازيلت سابقًا كما تم تغيير الخطة الدارسية لكي تواكب النهضة القانونية في المملكة العربية السعودية.
كما تُعقد نماذج محاكاة للمؤتمرات الدولية والمنظمات العالمية لطلاب العلوم السياسية فيها، والهدف من تلك التجارب هو تنمية مهارات الطلاب الذاتية المتعلقة بالخطابة والتحاور الجيد، وغيرها من المهارات التي تحاول الكلية صقلها في الطلاب.

### نادي القانون ونادي العلوم السياسية
نادي العلوم السياسية كان أحد الأندية الفاعلة ليس على مستوى الكلية فقط، بل حتى على مستوى الجامعة، حيث كان للنادي لقاءات متوالية مع شخصيات في مجلس الشورى أو مراكز الدراسات أو حتى بتنسيقه لدورات مكثفة مع القناة الإخبارية السعودية. كما ساهم النادي في إنشاء منتديات وندوات مختصة، وهذه الأنشطة كانت في عهد د. الخثلان تقريبًا في أعوام 2011/2012، و عادت نشاطات النادي الفعالة مع استلام د. النحاس رئاسة القسم في نهايات العام الدراسي 2013 وبدايات 2014. حاليًا، يرتبط النادي بادارة الانشطة الغير طلابية والشراكات الطلابية بجامعة الملك سعود حيث تسعى الجامعة بادارة وحوكمة عمل الاندية الطلابية والانشطة اللاصفية باستقلالية عن الكليات.  
بالنسبة لنادي القانون فكانت انطلاقته بقيام مجموعة من طلاب كلية الحقوق والعلوم السياسية بالمبادرة إلى إنشاء نادي القانون، ووضع حجر الأساس في يوم الأربعاء السادس من جمادى الأولى للعام 1428هـ الموافق 23 من مايو للعام 2007م حيث شهد تأسيس أول نادي طلابي بجامعة الملك سعود يهدف إلى خدمة المهتمين والدارسين والباحثين والمجتمع على حد سواء في مجالات القانون. ونادي القانون نادي قانوني اجتماعي ثقافي متخصص ينصب اهتمامه الرئيس على توعية المجتمع بواجباته وحقوقه، وتبرز أهمية دوره من خلال تقديم البرامج القانونية المختلفة لكافة المتخصصين والباحثين والدارسين والمهتمين بالمجال الحقوقي والقانوني.

## إدارة الكلية
- د.عبد اللطيف بن محمد آل الشيخ - عميد الكلية[2]
- د.أحمد الخبتي - وكيل الكلية للشؤون الأكاديمية
- د.مشاري السقياني - وكيل الكلية للتطوير والجودة
- أ.د.عثمان طالبي - وكيل الكلية للدراسات العليا
- د.عبد المجيد الشعلان - رئيس قسم القانون العام
- د.عبد الوهاب الخضيري - رئيس قسم القانون الخاص
- د.أروى بنت إبراهيم الجلال - وكيلة كلية الحقوق والعلوم السياسية للطالبات

## أبرز الملتحقين بها
- محمد بن سلمان آل سعود (ولي عهد المملكة العربية السعودية).[3]
- بدر بن عبد الله بن فرحان (وزير الثقافة في المملكة العربية السعودية، ومحافظ الهيئة الملكية لمحافظة العلا).[4]
- عبد العزيز بن تركي آل سعود (وزير الرياضة في المملكة العربية السعودية، ورئيس مجلس إدارة الاتحاد العربي لكرة القدم، ونائب رئيس مجلس إدارة الهيئة العليا للفروسية، ورئيسًا للجمعية العمومية للجنة الأولمبية والبارالمبية السعودية).[5][6]
- عبد العزيز بن سعود بن نايف بن عبد العزيز آل سعود (وزيرًا لوزارة الداخلية السعودية).[7]
- فيصل بن سلمان بن عبد العزيز آل سعود (أمير منطقة المدينة المنورة).
- أحمد بن فهد بن سلمان بن عبد العزيز آل سعود (نائب أمير المنطقة الشرقية).